# Liubojná
Liubojná (ruso: Любохна́) es un asentamiento de tipo urbano de Rusia perteneciente al raión de Diátkovo de la óblast de Briansk.
En 2021, el asentamiento tenía una población de 4957 habitantes. Es el único gobierno local del raión que no tiene pedanías.
Se ubica en la periferia meridional de la capital distrital Diátkovo, junto a la carretera R68 que lleva a la capital regional Briansk. Junto al asentamiento fluye el río Bolvá, que lo separa de la vecina ciudad de Fókino, ubicada unos 2 km al sur.

## Historia
Se conoce su existencia como una aldea (derevnia) en documentos desde 1626. Su desarrollo urbano comenzó a finales del siglo XVIII, cuando Afanasi Goncharov fundó aquí una fábrica de hierro. Adoptó estatus de pueblo (seló) en 1857 y de asentamiento de tipo urbano en 1939. Durante los siglos XIX y XX creció notablemente por hallarse en una aglomeración urbana y contar con una estación del ferrocarril de Briansk a Viazma; sin embargo, desde la caída de la Unión Soviética, su economía ha quedado limitada a una pequeña fábrica de radiadores para calefacción y de pastillas de freno para locomotoras.